# Eduard Caspar von Siebold

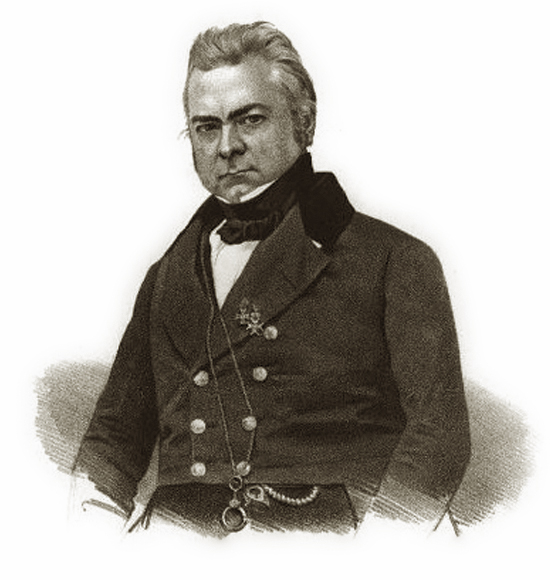
Eduard Caspar Jakob von Siebold, 1844
(Humboldt-Universität zu Berlin, Universitätsbibliothek)

Eduard Caspar Jacob von Siebold (auch Eduard Kaspar Jakob von Siebold; * 19. März 1801 in Würzburg; † 27. Oktober 1861 in Göttingen) war ein deutscher Professor der Geburtshilfe. Er wirkte an Kliniken für Geburtshilfe an den Universitäten Berlin, Marburg und Göttingen.

## Leben
Eduard Caspar Siebold, der Sohn des Würzburger Geburtshelfers Adam Elias Siebold, studierte in Berlin und Göttingen Medizin. In Berlin wurde Eduard von Siebold 1826 mit der Arbeit De scirrho et carcinomate uteri, adjectis tribus totius uteri exstirpationis observationibus promoviert und arbeitete anschließend an der von seinem Vater in Berlin geleiteten Universitäts-Gebäranstalt. 1827 habilitierte er sich dort für das Fach Geburtshilfe und 1829 wurde er als Ordinarius für Geburtshilfe nach Marburg berufen, leitete 1832 als Prorektor die Universität. 1833 nach Göttingen, wo er bis 1861 Chefarzt der Klinik für Gynäkologie und Geburtshilfe an der Georg-August-Universität Göttingen wurde. 1834 wurde er zum ordentlichen Mitglied der Göttinger Akademie der Wissenschaften gewählt.
Als Nachfolger von Caspar Julius Mende reiste er 1847 nach Wien, um wegen der Auseinandersetzung mit der Wiener Schule die Lehre von Boer zu studieren. Bei dieser Gelegenheit brachte er gegenüber Ignaz Semmelweis zum Ausdruck, dass er mit bestimmten von dessen wissenschaftlichen Ansichten nicht übereinstimme.
Aufgeschlossen gegenüber James Young Simpson führte er die Äther-Narkose ein und als Erster unter dieser Bedingung den Kaiserschnitt durch. Dadurch bedingt entwickelte sich die Einrichtung zur Frauenklinik. Die Geburtshelfer wurden zu „Frauenärzten“.
Sein Nachfolger wurde Jakob Heinrich Hermann Schwartz, der Schüler von Gustav Adolf Michaelis in Kiel und Carl Conrad Theodor Litzmann war.
Siebold war Mitglied des (kurzlebigen) Corps Lusatia Berlin (1820) und des Corps Lusatia Leipzig (1857).

## Familie
Siebold heiratete 1829 in Berlin Wilhelmine Nöldechen (1800–1892). Das Paar hatte zwei früh verstorbene Söhne und zwei Töchter:
- Josephine (1834–1907) ⚭ Charles Gabriel Wesley Dingle (1826–1893), Eltern des Malers und Ornithologen Edward von Siebold-Dingle (1893–1975)
- Agathe (* 5. Juli 1835; † 1. März 1909), Sängerin, befreundet mit Johannes Brahms ⚭ Carl Schütte (1831–1887), Dr. med., preußischer Sanitätsrat

## Schriften (Auswahl)
- Anleitung zum geburtshülflichen technischen Verfahren am Phantome, als Vorbereitung zur künftigen Ausübung der Geburtshülfe, bei Theodor Christian Friedrich Enslin, Berlin 1828.
- Abbildungen aus dem Gesammtgebiete der theoretisch-praktischen Geburtshülfe, nebst beschreibender Erklärung derselben. Verlag von Friedrich August Herbig, Berlin 1835
- Versuch einer Geschichte der Geburtshülfe. 2 Bände, 1839–1845 Digitalisat Band I Digitalisat Band II
- Lehrbuch der gerichtlichen Medicin. Berlin 1847.